# Altica gloriosa
Altica gloriosa är en skalbaggsart som beskrevs av Willis Blatchley 1921. Altica gloriosa ingår i släktet Altica och familjen bladbaggar. Inga underarter finns listade i Catalogue of Life.